# Æthelwald (ealdorman d'Est-Anglie)
Pour les articles homonymes, voir Æthelwald.
Æthelwald ou Æthelwold (mort en 962) est un ealdorman d'Est-Anglie du milieu du Xe siècle.

## Biographie
Æthelwald est le fils aîné du puissant ealdorman Æthelstan Demi-Roi, dont l'autorité s'étend sur une large partie de l'ancien Danelaw, et de sa femme Ælfwynn. Lorsque son père abdique ses titres pour se faire moine à l'abbaye de Glastonbury, en 956, Æthelwald hérite de certains d'entre eux.
Sa mort, en 962, est l'objet de récits à l'historicité douteuse. Le chroniqueur du XIIe siècle Guillaume de Malmesbury rapporte qu'il aurait été assassiné lors d'une partie de chasse par le roi Edgar, qui convoitait son épouse Ælfthryth. Cette légende est commémorée par le Dead Man's Plack (en), une croix de pierre érigée en 1825 à l'endroit supposé de cet assassinat, près de Longparish, dans le Hampshire.
Son frère Æthelwine lui succède comme ealdorman d'Est-Anglie.